# Polydesmus herzegowinensis
Polydesmus herzegowinensis är en mångfotingart som beskrevs av Karl Wilhelm Verhoeff 1897. Polydesmus herzegowinensis ingår i släktet Polydesmus och familjen plattdubbelfotingar. Utöver nominatformen finns också underarten P. h. reflexus.